# Associazione italiana leasing
L'Associazione italiana leasing, in sigla Assilea, è un'associazione di categoria che raggruppa la quasi totalità degli operatori del leasing finanziario e operativo in Italia, costituiti da banche specializzate o multiprodotto, intermediari finanziari e società commerciali di noleggio a lungo termine.
La base associativa è inoltre estesa ad ulteriori soggetti (agenti in attività finanziaria, società di mediazione creditizia, di recupero crediti e di attività strumentali, connesse ed affini a quella di leasing) che possono richiedere l'iscrizione all'Assilea con la qualifica di soci aggregati.
L'associazione svolge istituzionalmente le attività di informazione ed assistenza a favore dei soci, collaborando a diversi livelli e nelle varie sedi, nazionali ed estere, alla soluzione dei problemi inerenti al leasing. A livello nazionale, Assilea è membro di diritto dell'Associazione bancaria italiana e partecipa a tutte le commissioni tecniche di interesse diretto o indiretto per il leasing.
È inoltre socio fondatore dell'OIC, Organismo italiano di contabilità e dell'Organismo agenti in attività finanziaria e mediatori creditizi. Collabora istituzionalmente con Confindustria e con le principali associazioni nazionali rappresentative dei produttori e dei distributori dei beni e dei mercati di destinazione del prodotto.
A livello internazionale, Assilea partecipa con propri rappresentanti agli organi ed alle attività della federazione europea delle associazioni delle società di leasing (Leaseurope) ed intrattiene rapporti di collaborazione diretti con le principali istituzioni leasing internazionali.

## Storia
Assilea è stata fondata nel 1983, in seguito al grande sviluppo dello strumento del leasing avvenuto durante gli anni settanta.
Dal 1985 l'associazione ha emanato un proprio codice di comportamento, successivamente aggiornato e rivisto in armonia con il codice di comportamento varato nel 1996 dall'ABI per il settore bancario e finanziario.
Sin dal 1989, Assilea ha promosso ed organizzato una propria "banca dati centrale rischi", un sistema di informazione creditizia che consente ai soci aderenti di conoscere, in tempo reale, l'andamento contrattuale di ciascun utilizzatore verso il complessivo sistema delle associate stesse.
Dal 1995, Assilea pubblica il rapporto annuale sul leasing in cui vengono raccolti dati e notizie
sull'andamento del mercato in Italia e all'estero. A questa pubblicazione, si è affiancato in seguito l'osservatorio regionale sul leasing, realizzato in collaborazione con Prometeia, nel quale sono riportati a livello regionale e provinciale dati ed indicatori macroeconomici e di mercato del leasing di interesse degli operatori e degli studiosi.
Dal 2002, l'associazione ha affidato alla sua partecipata Assilea Servizi S.u.r.l. tutta l'attività commerciale e di formazione svolta in favore dei propri soci.